# Oh Seung-eun
Dans ce nom coréen, le nom de famille, Oh, précède le nom personnel.
Ahn Jin-ok (hangeul : 안진옥) dite Oh Seung-eun (hangeul : 오승은) est une actrice et chanteuse sud-coréenne, née le 8 février 1979 à Gangneung (Corée du Sud).

## Biographie
Oh Seung-eun naît le 8 février 1979 à Gangneung, dans la province de Gangwon. Jeune, elle assiste à des cours dramatiques à l'université Dankook, à Yongin.
En 2000, elle commence sa carrière d'actrice à la télévision : le sitcom Golbaengi (ko) (골뱅이).
Le 28 septembre 2008, elle épouse Park In-gyu, un homme d'affaires de six ans son aîné. En mai 2014, son agence annonce que ce couple divorce après six ans de mariage en raison de différente personnalité.

## Filmographie

### Cinéma

#### Longs métrages
- 2000 : Truth Game (ko) (진실게임) de Kim Ji-yeong
- 2001 : My Boss, My Hero (두사부일체) de Yoon Je-kyoon
- 2003 : Garden of Heaven (ko) (하늘정원) de Lee Dong-hyeon (caméo)
- 2007 : Souvenir (천년학) de Im Kwon-taek
- 2020 : The Prisoner (프리즈너) de Yang Kil-young : la docteure

### Télévision

#### Séries télévisées
- 2000 : Golbaengi (ko) (골뱅이)
- 2001 : Beautiful Days (아름다운 날들)
- 2002 : The Successful Story of a Bright Girl (ko) (명랑소녀 성공기) : Jin-joo
- 2003 : Snowman (ko) (눈사람) : Kim Sang-hee
- 2003 : Nonstop 4 (ko) (논스톱 4) : elle-même
- 2005 : Pharmacist Kim's Daughters (ko) (김약국의 딸들) : Kim Yong-ran
- 2007 : Urban Legends Deja Vu 2 (도시괴담 데자뷰 시즌2) : Hye-young (épisode 1)
- 2008 : My Pitiful Sister (ko) (큰언니) : Song In-soo
- 2013 : A Tale of Two Sisters (ko) (지성이면 감천) : Oh Young-ah
- 2019 : The Banker (더 뱅커) : Jin Seon-mi
- 2019 : Graceful Family (ko) (우아한 가) : Choi Na-ri
- 2020 : School Strange Stories - Karma (학교기담 - 응보) : Yoo Jeong-hye
- 2021 : Show Window: The Queen's House (쇼윈도:여왕의 집) : Christina Jeong